# 岡田佑太
岡田 佑太（おかだ ゆうた、1997年9月17日 -）は、日本の俳優である。
東京都出身。トヨタオフィス所属。血液型A型。
好きなサッカー選手 鄭大世。

## 出演

### テレビドラマ
- 山田太郎ものがたり 第5話（2007年8月3日、TBS）山田よし子の彼氏 役

### 映画
- 老人と木（2007年）
- 禅 ZEN（2009年）文殊丸 役

### CM
- トヨタ自動車 VOXY（2006年）

### 携帯配信ドラマ
- 恋愛約束（2008年、魔法のiらんど）